# بانگ شی‌هیوک
بانگ شی هیوک (کره‌ای: 방시혁؛ زادهٔ ۹ اوت ۱۹۷۲) که با نام حرفه‌ای «هیت‌من» بنگ (انگلیسی: Hitman" Bang") شناخته می‌شود، ترانه‌سرا، آهنگساز، تهیه‌کننده و اجراکنندهٔ ضبط اهل کرهٔ جنوبی است. او بنیانگذار و مدیر عامل اجرایی بیگ هیت اینترتینمنت است.